# Елени Данилиду
Елени Данилиду (на гръцки: Λένα Δανιηλίδου) е професионална тенисистка от Гърция. Тя започва своята активна състезателна кариера в женския тенис през далечната 1996 г.
С петте си шампионски титли от WTA-турнирите, Елени Данилиду се превръща в най-успешната състезателка и историята на съвременния гръцки тенис. През 1999 г., тя печели „Откритото първенство на Австралия“ за девойки заедно с френската си партньорка Виржини Разано. Отново в Австралия на същия турнир от Големия шлем, през 2002 г., гръцката тенисистка достига до финал на смесени двойки заедно с Тод Уудбридж, с когото губят от опонентите си Мартина Навратилова и Леандър Паеш.
На 17.06.2002 г., на турнира „Ордина Оупън“ в Хертогенбош, Елени Данилиду побеждава Елена Дементиева от Русия във финалния мач на турнира и така завоюва своята първа титла от състезание, провеждащо се под егидата на Женската тенис асоциация (WTA). В следващите шест години, Елени Данилиду печели още четири титли, последната от които на турнира „Мурила Хобарт Интернешънъл“ срещу руската тенисистка Вера Звонарьова, която се отказва в средата на мача поради контузия. На 09.09.2002 г., Елени Данилиду записва и едно поражение във финален двубой. Това се случва на турнира „Бразил Оупън“ в Баия, където е надиграна от Анастасия Мискина с резултат 3:6, 6:0, 2:6.
В мачовете на двойки, гръцката състезателка има един спечелен финал през 2004 г. Тогава тя си партнира с австралийската тенисистка Никол Прат на турнира „Банк ъф Уест Класик“, заедно с която елиминират съпротивата на Ивета Бенешова от Чехия и на Клодин Шол от Люксембург с резултат 6:2, 6:4. В професионалната си кариера Данилиду е регистрирала и шест загубени финала на двойки.
В турнирите за Големия шлем, най-добрите постижения на гръцката тенисистка са през 2002 г., когато на „Уимбълдън“ достига до четвъртия кръг на турнира, където е отстранена от американката Дженифър Каприати и през 2003 г., когато по време на „Откритото първенство на Австралия“ отново е победена в четвъртия кръг този път от Серина Уилямс.
Равносметката от участията на Елени Данилиду в мачове за отборната надпревара „Фед Къп“ е 24 победи и 12 поражения. Най-доброто си класиране на сингъл, Данилиду регистрира през 2002 г., когато се изкачва до 22-ра позиция в женския тенис.
На 31.07.2010 г. Елени Данилиду заедно с германката Ясмин Вьор печелят турнира „Истанбул Къп“. Във финалната среща те надделяват над чехкинята Владимира Ухлиржова и Мария Кондратиева от Русия с резултат 6:4, 1:6, 11:9. На 18.09.2010 г. двете тенисистки печелят турнира „Алианц Къп“, провеждащ се в българската столица — София. Във финалната среща, Данилиду и Вьор преодоляват съпротивата на Татяна Малек и Сандра Клеменшиц с резултат 6:3, 6:4.
На 27.09.2010 г. Елени Данилиду печели пред родна публика поредната своя титла на сингъл. Във финалната среща в гръцката столица Атина, тя побеждава в двусетов мач испанката Лаура Поус-Тио с резултат 6:4, 6:1.
На 16.09.2011 г., Елени Данилиду печели шампионската титла на двойки от турнира „Ташкент Оупън“, в който си партнира с руската тенисистка Виталия Дяченко. Във финалната среща, те надделяват над украинските си съпернички Людмила и Надя Киченок с резултат 6:4 и 6:3.